# Gruppo Sportivo 1º Corpo Vigili del Fuoco 1943-1944
Questa voce raccoglie le informazioni riguardanti il Gruppo Sportivo 1º Corpo Vigili del Fuoco nelle competizioni ufficiali della stagione 1943-1944.

## Stagione
A causa della difficile situazione in cui versa il Paese, spaccato in due a causa degli eventi del secondo conflitto mondiale, la Federazione decide per la sospensione dell'attività calcistica a livello nazionale, rimpiazzata quindi da vari tornei a carattere regionale e non sempre riconosciuti ufficialmente.
Alcune squadre romane si organizzano in un torneo locale dando vita al Campionato romano di guerra. Il Gruppo Sportivo 1º Corpo Vigili del Fuoco, che fino ad allora aveva collezionato 2 presenze nel campionato di Serie C, fu inserito nel gruppo laziale insieme alle due blasonate Roma e Lazio.
La squadra disputò un buon torneo non sfigurando contro le big e sfiorando la qualificazione per il torneo a quattro dedicato alle migliori quattro formazioni del campionato.

## Rosa
| N. |                   | Ruolo | Calciatore          |
| -- | ----------------- | ----- | ------------------- |
|    | Italia (bandiera) | P     | Cesare Francalancia |
|    | Italia (bandiera) | P     | Otello Ricci        |
|    | Italia (bandiera) | D     | Alberto Biagini     |
|    | Italia (bandiera) | D     | Marcello Grassi     |
|    | Italia (bandiera) | D     | Lido Loveri         |
|    | Italia (bandiera) | C     | Antinori            |
|    | Italia (bandiera) | C     | Paolo Compagnoli    |
|    | Italia (bandiera) | C     | Vittorio Gabelli    |
|    | Italia (bandiera) | C     | Jannelli            |
|    | Italia (bandiera) | C     | Oreste Roccasecca   |

| N. |                   | Ruolo | Calciatore        |
| -- | ----------------- | ----- | ----------------- |
|    | Italia (bandiera) | C     | Sabatini          |
|    | Italia (bandiera) | A     | Ugo Bocci         |
|    | Italia (bandiera) | A     | Mario Cinque      |
|    | Italia (bandiera) | A     | Filacchioni       |
|    | Italia (bandiera) | A     | Renato Fiorelli   |
|    | Italia (bandiera) | A     | Angelino Ippoliti |
|    | Italia (bandiera) | A     | Longo             |
|    | Italia (bandiera) | A     | Roccasecca II     |
|    | Italia (bandiera) | A     | Glauco Signorini  |

## Calciomercato
| Acquisti | Acquisti          | Acquisti | Acquisti      |
| R.       | Nome              | da       | Modalità      |
| -------- | ----------------- | -------- | ------------- |
| C        | Oreste Roccasecca | Roma     | fine prestito |

| Cessioni | Cessioni          | Cessioni    | Cessioni   |
| R.       | Nome              | a           | Modalità   |
| -------- | ----------------- | ----------- | ---------- |
| C        | Oreste Roccasecca | Roma        | prestito   |
| C        | Rodolfo Zaccaria  | Elettronica | definitivo |
| A        | Lombardozzi       | STEFER Roma | definitivo |